# Phylloteles stackelbergi
Phylloteles stackelbergi är en tvåvingeart som beskrevs av Boris Borisovitsch Rohdendorf 1975. Phylloteles stackelbergi ingår i släktet Phylloteles och familjen köttflugor. Inga underarter finns listade i Catalogue of Life.